# جی سی باکی
جی کلارک باکی جونیور (به انگلیسی: Jay Clark Buckey, Jr.) فضانورد اهل کشور ایالات متحده آمریکا است که در ۶ ژوئن ۱۹۵۶ میلادی در نیویورک زاده شد. وی در مأموریت اس‌تی‌اس-۹۰ حضور داشته است.